# Partido da Pátria
O Partido da Pátria (em turco:  Anavatan Partisi; sigla: ANAP) foi um partido político da Turquia. Foi fundado em 20 de maio de 1983 por Turgut Özal e fundido com o Partido Democrático (DP) em 31 de outubro de 2009. O ANAP era conservadoro liberal um partido de centro-direita que apoiava restrições ao papel desempenhado pelo governo na economia, que favorecia o capital e iniciativa provada. Por vezes é apresentado como um sucessor do antigo Partido Democrático de Adnan Menderes.

## Resumo histórico
O ANAP manteve uma maioria no governo turco de 1983 a 1991. O seu líder e fundador Turgut Özal foi primeiro-ministro de 1983 a 1989 e presidente da república de 1989 a 1993. Durante o tempo em que estiveram no poder, os dirigentes do ANAP transformaram a economia turca iniciando reformas económicas no sentido de liberalizar os mercados, nomeadamente diminuindo o setor económico estatal. Em 1987 o governo liderado pelo ANAP apresentou a candidatura da Turquia à então Comunidade Económica Europeia (CEE), antecessora da União Europeia. No entanto, esta tentativa de adesão terminou quando a ANAP criticou a união aduaneira da CEE e decidiu que os termos para a admissão prescritos por aquela organização não satisfaziam os interesses da Turquia.
Após 1991, o ANAP regressou poucas vezes à lidernça do poder. Em 1995 formou uma breve coligação com o Partido da Via Justa (Doğru Yol Partisi, DYP), outro partido de centro-direita, que lhe permitiu estar no governo por um breve período. Entre julho de 1997 e novembro de 1998, o ANAP esteve novamente à frente de um governo com o seu líder Mesut Yılmaz como primeiro-ministro. No entanto, em abril de 1999 o partido sofreu uma severa derrota nas eleições parlamentares, passando a ser a quarta força política da Turquia, com apenas 14% dos votos. Nas eleições de 2002 obteve apenas 5,12% dos votos e nenhum assento parlamentar.
Em maio de 2007 foi anunciado que o ANAP e o Partido da Via Justa se iriam fundir no Partido Democrático, o que não chegou a concretizar-se. O partido não se candidatou nas eleições desse ano. De 2008 a 2009, o ANAP foi liderado por Salih Uzun.

## Líderes
O líder executivo do partido era designado Genel Başkan e era eleito por delegados do partido em congressos bianuais. O partido teve sete líderes desde a sua fundação até à sua extinção em 2009:
1. Turgut Özal (20 de maio de 1983 — 31 de outubro de 198)
2. Yıldırım Akbulut (16 de novembro de 1989 — 15 de junho de 1991)
3. Mesut Yılmaz (15 de junho de 1991 — 4 de novembro de 2002)
4. Ali Talip Özdemir (18 de novembro de 2002 — 3 de outubro de 2003)
5. Nesrin Nas (15 de outubro de 2003 — 21 de março de 2005)
6. Erkan Mumcu (2 de abril de 2005 — 26 de outubro de 2008)
7. Salih Uzun (26 de outubro de 2008 — 31 de outubro de 2009)

Durante os períodos entre a resignação ou incapacitação de um líder e a eleição de um novo, o comité central assumia a liderança de forma coletiva.

## Resultados eleitorais

### Eleições legislativas
| Data     | CI.           | Votos         | %             | +/-           | Deputados     | +/-           | Status            |
| -------- | ------------- | ------------- | ------------- | ------------- | ------------- | ------------- | ----------------- |
| 1983     | 1.º           | 7 833 148     | 45,1 / 100,0  |               | 211 / 400     |               | Governo           |
| 1987     | 1.º           | 8 704 335     | 36,3 / 100,0  | 8,8           | 292 / 450     | 81            | Governo           |
| 1991     | 2.º           | 5 862 623     | 24,0 / 100,0  | 12,3          | 115 / 450     | 177           | Oposição          |
| 1995     | 2.º           | 5 527 288     | 19,7 / 100,0  | 5,3           | 132 / 550     | 17            | Oposição          |
| 1999     | 4.º           | 4 122 929     | 13,2 / 100,0  | 6,5           | 86 / 550      | 46            | Governo           |
| 2002     | 7.º           | 1 618 465     | 5,1 / 100,0   | 8,1           | 0 / 550       | 86            | Extra-parlamentar |
| 2007     | Não concorreu | Não concorreu | Não concorreu | Não concorreu | Não concorreu | Não concorreu | Não concorreu     |
| 2011     | Não concorreu | Não concorreu | Não concorreu | Não concorreu | Não concorreu | Não concorreu | Não concorreu     |
| 06/2015  | Não concorreu | Não concorreu | Não concorreu | Não concorreu | Não concorreu | Não concorreu | Não concorreu     |
| 11/2015  | Não concorreu | Não concorreu | Não concorreu | Não concorreu | Não concorreu | Não concorreu | Não concorreu     |
| 2018 (a) | Não concorreu | Não concorreu | Não concorreu | Não concorreu | Não concorreu | Não concorreu | Não concorreu     |

(a) O partido não concorreu mas apoiou a coligação liderada pelo Partido da Justiça e Desenvolvimento